# In Old Cheyenne
In Old Cheyenne è un film del 1941 diretto da Joseph Kane.
È un film western statunitense con Roy Rogers, Joan Woodbury e George 'Gabby' Hayes.

## Produzione
Il film, diretto da Joseph Kane su una sceneggiatura di Olive Cooper con il soggetto di John W. Krafft, fu prodotto da Kane, come produttore associato, per la Republic Pictures e girato nell'Iverson Ranch a Chatsworth in California nel febbraio del 1941.

## Colonna sonora
- Bonita - musica di Jule Styne, parole di Sol Meyer
- Linda Flor - scritta da Rudy Sooter e Aaron González

## Distribuzione
Il film fu distribuito negli Stati Uniti dal 4 aprile 1941 al cinema dalla Republic Pictures.